# Alberto Mario Moriconi
Alberto Mario Moriconi (Terni, 26 gennaio 1920 – Napoli, 21 marzo 2010) è stato un poeta italiano.

## Biografia
Nato a Terni da Canzio e Bernardina Faustini, dopo la morte del padre avvenuta nel 1925, si trasferì a Napoli dove svolse gli studi. Frequentò il liceo classico Garibaldi e si laureò in Legge, coltivando fin da ragazzo una grande passione per la lettura e la scrittura: una prima silloge Canti dell'adolescenza risale al 1937, all’età di diciassette anni.
Cominciò l'attività forense come avvocato penalista, lavoro che lo mise a contatto con la realtà partenopea misera e sofferente del dopoguerra e non mancò di avere ripercussioni sulla sua poetica. Collaborò giovanissimo a riviste e giornali con una serie di novelle (tuttora inedite) e negli anni Cinquanta compose un testo teatrale e alcuni soggetti per il cinema.
Fu docente di Storia del Teatro presso il Circolo Artistico Politecnico dove agli inizi degli anni Sessanta era sorta la Scuola d’Arte Drammatica di Napoli. Successivamente ha insegnato Letteratura drammatica all'Accademia di Belle Arti  fino al 1990. Pubblicista, critico letterario di giornali e riviste, ha collaborato per lunghi anni al quotidiano napoletano <<Il Mattino>>, per il quale ha curato una serie di rubriche letterarie a partire da quella intitolata Il pelo nell'uovo con lo pseudonimo di Morick.
Sposò nel 1956 Marta Rezzuti, da cui ebbe due figli.
Autore dalla fisionomia originalissima, Moriconi ha fatto propria una disincantata e a volte sprezzante ironia partenopea, fondendola con riferimenti letterari colti e internazionali. La sua poesia è caratterizzata da una varietà di registri stilistici e linguistici, di cui lo scrittore si serve per raccontare eventi e personaggi della storia passata e presente o per sbeffeggiare ironicamente se stesso e la sua condizione di poeta isolato e schivo: proprio la ricchezza di toni e situazioni ha contribuito a farlo considerare dalla critica "un poeta anomalo del tutto autonomo e indipendente rispetto alle linee di sviluppo (e di involuzione) del Novecento italiano”. (Paolo Ruffilli, <<Il Resto del Carlino>>, 13 ottobre 2005).)
Sue poesie sono state tradotte in più lingue.
Ha vinto numerosi premi letterari, tra cui il "Procida-Elsa Morante" e il "Minturnae".
È scomparso nel 2010 all'età di 90 anni.

## Opere
- Canti dell'adolescenza, Napoli, Studio di Propaganda Editoriale, 1937.
- Vortici, rupi, mammole, Milano-Roma, Ceschina, 1952.
- Trittico fraterno, Milano, Ceschina, 1955.
- Anno Mille, Padova, Rebellato, 1958.
- Le torri mobili, Parma, Guanda, 1963.
- Dibattito su amore, Bari, Laterza, 1969.
- Un carico di mercurio, Bari, Laterza, 1975.
- Decreto sui duelli, Roma-Bari, Laterza, 1982.
- Il dente di Wels, Napoli, Pironti, 1995.
- Io, Rapagnetta Gabriel e altre sorti, prefazione di Armando Maglione, Napoli, Pironti, 1999.
- Un autocommento (discreto), Napoli, Liguori, 2003.
- Non salvo Atene, postfazione [Il 'caso' Moriconi] di Armando Maglione], Napoli, Pironti, 2007.
- La trilogia tragicomica [Dibattito su amore - Un carico di mercurio - Decreto sui duelli], nuova edizione rivista e accresciuta di numerosi inediti a cura di Armando Maglione, Napoli, Pironti, 2011.

## Critica
- Franco Lanza, La poesia di Moriconi, Napoli, Liguori, 1988.
- Giuseppe De Marco, Alberto Mario Moriconi o della vita segreta, in Id., Fictio: esperienze di lettura sulla poesia italiana del Novecento, Udine, Campanotto, 1993, pp. 13–34.
- Giuseppina Scognamiglio, L'universo poetico di Moriconi, Napoli, Liguori, 2004.
- Mario Gabriele Giordano, Incontro con Alberto Mario Moriconi: "Una poesia di scavo, aspra ingrata prima di tutto al poeta", in "L'Osservatore Romano", 1º febbraio 2006, p. 8.

## Antologie
- Antonio Carlo Ponti, Poeti umbri, introduzione di Ferruccio Ulivi, Perugia, Umbria Editrice, 1975.
- Antonio Carlo Ponti e Luigi M. Reale, Poeti umbri del Novecento, introduzione di Pasquale Tuscano, Perugia, EFFE Fabrizio Fabbri Editore, 2008.
- The Italian Poetry - La Poesia Italiana del Secondo Novecento, su italian-poetry.org.